# Egri Vízilabda Klub
Lo Egri Vízilabda Klub è una società di pallanuoto ungherese, con sede nella città di Eger.

## Storia
Il club fu fondato nel 1910 e i colori sociali sono il blu e il giallo.
In ambito nazionale  ha conquistato un titolo nazionale (2011) e tre coppe d'Ungheria, ed è uno dei top team europei sulla scena attuale. A livello continentale il massimo risultato ottenuto nella storia è un secondo posto nella Coppa LEN del 2008.

## Palmarès

### Trofei nazionali
- Campionato ungherese: 3

2011, 2013, 2014
- Coppa d'Ungheria: 4

1972, 2007, 2008, 2015

### Trofei femminili
- Campionato ungherese femminile: 3

2012, 2013, 2023
- Coppe d'Ungheria: 2

2013, 2022

## Rosa 2020-2021
| N° |                     | Ruolo | Giocatore             |
| -- | ------------------- | ----- | --------------------- |
|    | Ungheria (bandiera) |       | Imre Benedek Baksa    |
|    | Ungheria (bandiera) |       | Zsombor Bogos         |
|    | Ungheria (bandiera) |       | Ádám Decker           |
|    | Ungheria (bandiera) |       | Tamas Balazs Gyarfas  |
|    | Ungheria (bandiera) |       | Norbert Hosnyánszky   |
|    | Ungheria (bandiera) |       | Gábor Jászberényi     |
|    | Ungheria (bandiera) |       | Istvar Gergely Kardos |
|    | Ungheria (bandiera) |       | Marton Jozsef Kompos  |

| N° |                     | Ruolo | Giocatore           |
| -- | ------------------- | ----- | ------------------- |
|    | Ungheria (bandiera) |       | Balazs Kremer       |
|    | Ungheria (bandiera) |       | Dominik Peter Kurti |
|    | Ungheria (bandiera) |       | Dániel Janos Santa  |
|    | Ungheria (bandiera) |       | Mate Santavy        |
|    | Ungheria (bandiera) |       | Andras Matyas Sari  |
|    | Ungheria (bandiera) |       | Bence Mate Sik      |
|    | Ungheria (bandiera) |       | Akos Szoke          |
|    | Ungheria (bandiera) |       | Lorincz Balint      |